# Husvalla sjömarker
Husvalla sjömarker este o arie protejată (arie specială de conservare — SAC, sit de importanță comunitară — SCI, arie de protecție specială avifaunistică — SPA) din Suedia întinsă pe o suprafață de 1.304,1 ha, integral pe uscat.

## Localizare
Centrul sitului Husvalla sjömarker este situat la coordonatele 57°00′01″N 16°57′14″E / 57.0002°N 16.954°E.

## Înființare
Situl Husvalla sjömarker a fost declarat sit de importanță comunitară în decembrie 1998 pentru a proteja 7 specii de animale. Alte tipuri de protecție:
- arie de protecție specială avifaunistică (în ianuarie 2002)[2]
- arie specială de conservare (în martie 2011)[1][3][4]

## Biodiversitate
Situată în ecoregiunile boreală și marină baltică, aria protejată conține 9 habitate naturale: Pajiști uscate seminaturale și facies de acoperire cu tufișuri pe substraturi calcaroase (Festuco-Brometalia) (* situri importante pentru orhidee), Alvar nordic și șisturi calcaroase precambriene, Mlaștini alcaline, Bancuri de nisip acoperite în permanență slab de apă marină, Pășuni de coastă din Baltica boreală, Pajiști cu Molinia pe soluri calcaroase, turboase sau argilos-nămoloase (Molinion caeruleae), Golfuri mici largi și golfuri puțin adânci, Lagune de coastă, Terase mlăștinoase și terase nisipoase neacoperite de apă la reflux.
La baza desemnării sitului se află mai multe specii protejate de  păsări (7): Branta leucopsis, chirighiță neagră (Chlidonias niger), ciocântors (Recurvirostra avosetta), chiră mică (Sterna albifrons), pescăriță mare (Sterna caspia), Sterna paradisaea, fluierar de mlaștină (Tringa glareola).